# SVGFF First Division
La SVGFF First Division es el segundo nivel del sistema de ligas de fútbol en San Vicente y las Granadinas, la liga asciende a la primera categoría del país SVGFF Premier Division.

## Sistema de competición
El formato de la liga ha cambiado durante los años donde regularmente ha sido una liga donde los primeros dos lugares ascienden. Sin embargo, se han dado formato con eliminatorias donde los finalistas consiguen la promoción. En la temporada 2024-25 la liga toma el nombre de  SVGFF Tier II Division con un formato de dos grupos A y B con 13 y 12 equipos respectivamente, donde los primeros lugares ascenderán a la máxima categoría.

## Equipos participantes Temporada 2024-25
| Grupo A               |
| --------------------- |
| 1998 Hillside         |
| Bequia United         |
| Greiggs FC            |
| Hill View             |
| Largo Height          |
| Owia United           |
| Parkside Rollers      |
| Roxdale               |
| SVG Police            |
| Strike Force          |
| Toni Store (Jugglers) |
| United Strikers       |
| Volcanoes             |

| Grupo B               |
| --------------------- |
| Brownstown            |
| Desco                 |
| Glenside Ball Blazers |
| Green Hill            |
| K & R Strikers        |
| Pride & Joy           |
| Qcesco Titans         |
| Richmond Hill         |
| Sharpes 09            |
| Sharpes FC            |
| Sparta FC             |
| System 3 FC           |

## Historial
| Temporada | Campeón                                | Equipos ascendidos                     |
| --------- | -------------------------------------- | -------------------------------------- |
| 2005-06   | Pastures                               | Pastures / Parkside Rollers            |
| 2006-07   | No disputado                           |                                        |
| 2007-08   | Abandonado                             |                                        |
| 2008-09   | No disputado                           |                                        |
| 2009-10   | BESCO Pastures                         | BESCO Pastures / K & R Strikers        |
| 2010-11   | Carib Warriors                         | Carib Warriors / Parkside Rollers      |
| 2012      | Sin datos                              |                                        |
| 2013-14   | Sin datos                              |                                        |
| 2014-15   | Sin datos                              |                                        |
| 2016      | Volcanoes                              | Volcanoes / Richland Park Pride & Joy  |
| 2017      | North Leeward Predators                | North Leeward Predators / Largo Height |
| 2018-19   | Awesome FC                             | Awesome FC / Greiggs FC                |
| 2019-20   | Layou FC                               | Layou FC / Largo Height                |
| 2020-21   | Abandonado por la Pandemia de COVID-19 |                                        |
| 2021-22   | Abandonado por la Pandemia de COVID-19 |                                        |
| 2022-23   | SV United                              | SV United / Camdonia Chelsea           |
| 2023-24   | No disputado                           |                                        |
| 2024-25   | System 3 FC                            | Bequia United                          |

Datos consultados en RSSSF: 

## Títulos por club
| Equipo                      | Años campeón     |
| --------------------------- | ---------------- |
| BESCO Pastures (2)          | 2005-06, 2009-10 |
| Carib Warriors (1)          | 2010-11          |
| Volcanoes (1)               | 2016             |
| North Leeward Predators (1) | 2017             |
| Awesome FC (1)              | 2018-19          |
| Layou FC (1)                | 2019-20          |
| SV United (1)               | 2022-23          |
| System 3 FC (1)             | 2024-25          |